# (34315) 2000 QJ190
2000 QJ190 (asteroide 34315) é um asteroide da cintura principal. Possui uma excentricidade de 0.14059880 e uma inclinação de 10.27273º.
Este asteroide foi descoberto no dia 26 de agosto de 2000 por LINEAR em Socorro.